# Clíper

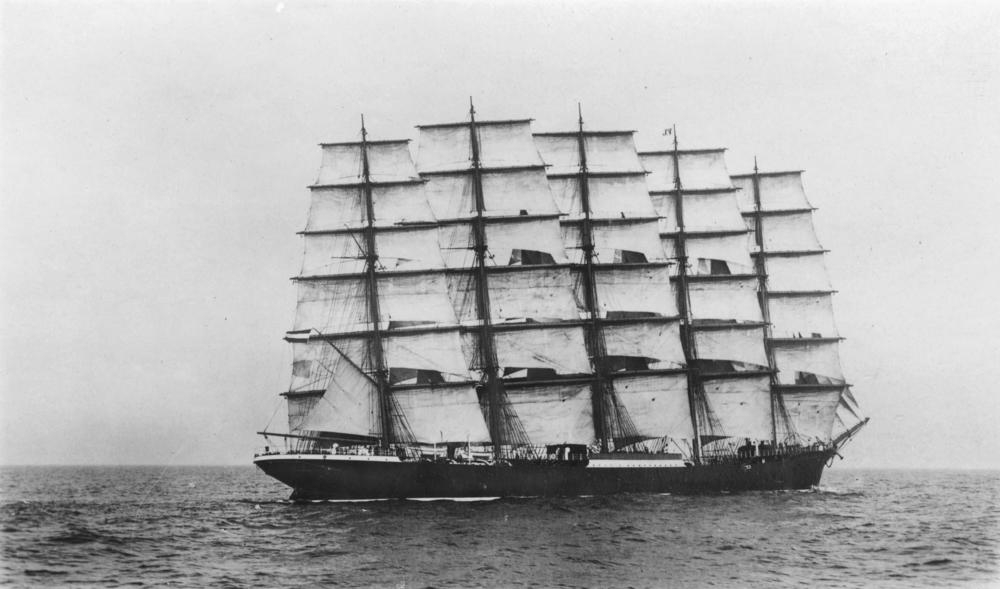
El Preussen, botado en 1902, con sus cinco palos y 8000 toneladas de desplazamiento fue el mayor clíper salitrero construido. Su casco de acero le permitía mantener líneas esbeltas, pese a su tamaño, para competir en velocidad en la «carrera del salitre», transportando nitrato desde Chile a Europa.

Un clíper  (o clipper) es una embarcación a vela aparecida en el siglo XIX, de formas alargadas y estrechas, de tres o más mástiles, y caracterizada por su alta velocidad. En algunas rutas se mantuvo activo incluso en las primeras décadas del siglo XX. El concepto básico de su diseño era que su velocidad le permitiera competir con la navegación a vapor en rutas de larga distancia. Especialmente conocido es su uso para transportar té, opio, salitre, trigo y pasajeros.  

## Historia

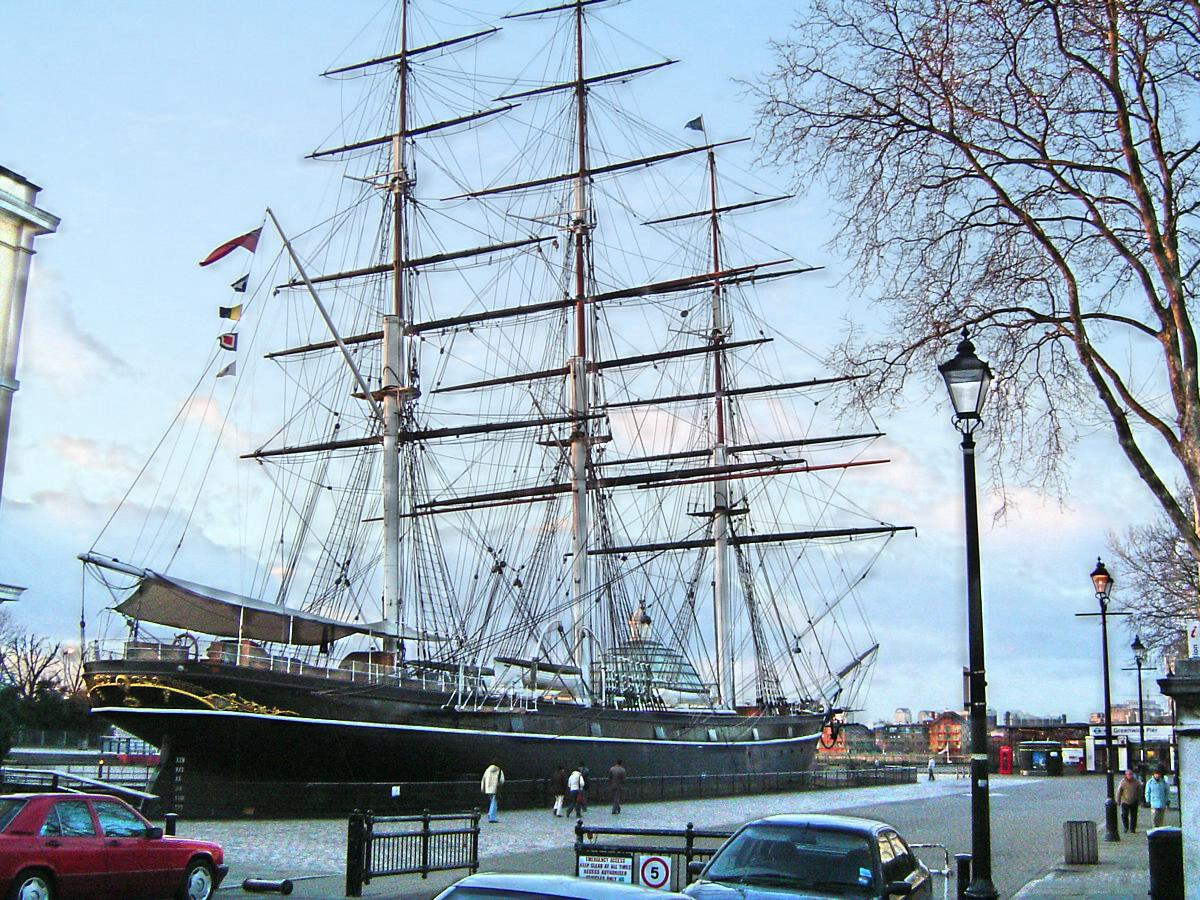
El Cutty Sark.

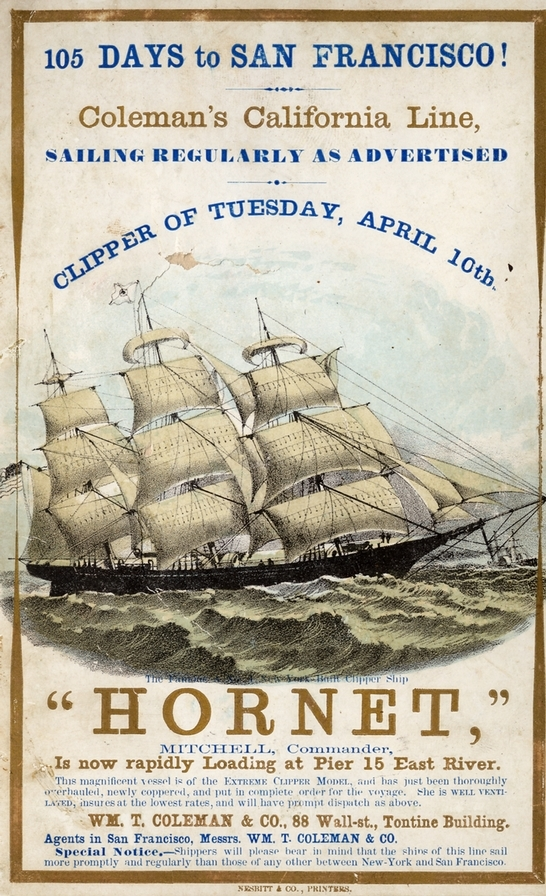
Cartel publicitario anunciando los viajes del Hornet, un clíper estadounidense de la década de 1850.

El nombre clíper proviene del sustantivo inglés «clip», palabra informal que denotaba en la época «velocidad». La expresión at a good clip es usada para referirse a algo que sucede rápidamente. Los clíperes fueron el canto del cisne de la navegación a vela ante el acoso de los barcos de propulsión mecánica.
El clíper cambió por completo los conceptos de diseño naval. En la década de los años 30 del siglo XIX, apareció en Escocia un intento de producir un barco que fuese rápido a pesar de ser movido por el viento. El secreto estaba en un radical rediseño del casco, que pasaría de una forma panzuda para albergar la carga, a una forma delgada, haciendo barcos más largos y estrechos en vez de cortos y anchos. Comúnmente la Scottish Maid, una goleta botada en Aberdeen en 1839, es considerada como la madre de los clíperes (o clippers), cuya máxima expresión fueron los grandes barcos construidos en el tercer cuarto del siglo XIX para la llamada «Carrera del té».
Su capacidad de recorrer miles de millas sin tener que hacer escalas para recargar carbón, les otorgó cierta ventaja competitiva frente al barco de vapor que los hizo idóneos para las carreras de especulación por el transporte de cargamentos de té desde las costas del océano Índico hasta los puertos de Gran Bretaña en el menor tiempo posible. Esto permitió que sobrevivieran prácticamente hasta el siglo XX.
El clíper también tuvo un momento de alta valoración a mediados del siglo XIX en América del Norte, tras el descubrimiento de oro en California en 1848, como medio de transporte para llegar hasta allá desde la Costa Este de Estados Unidos (Nueva York), vía Cabo de Hornos, antes de la inauguración del primer ferrocarril transcontinental de Estados Unidos en 1869. La velocidad de este tipo de embarcación también tuvo importancia en la fiebre del oro de Australia a partir de 1851, para realizar el largo viaje entre Gran Bretaña y su colonia.
La apertura del canal de Suez en 1869, acortando a menos de la mitad la travesía Londres-Shanghái, supuso la pérdida de la ventaja de los clíperes respecto a los barcos de vapor, lo que los abocaría a su fin en las «carreras» del opio y del té.

### Los últimos clippers

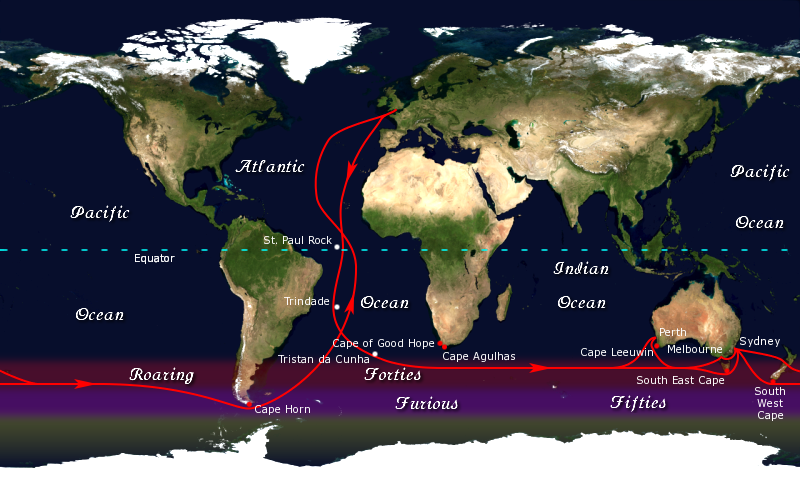
Los clíperes del y principios del solían utilizar como ruta entre Europa y Australia los vientos de los Rugientes Cuarentas.

Una  ruta en que los clíperes sobrevivieron incluso tras la Primera Guerra Mundial fue la llamada «carrera del salitre», que  utilizó este tipo de barcos (conocidos como nitrate clippers en inglés) en el traslado del nitrado de sodio extraído del desierto de Atacama en Chile, rumbo a Europa, donde se lo requería como abono y para otros fines industriales. Esta «carrera» utilizaba la ruta del Cabo de Hornos. Este uso comenzó progresivamente a perder sentido tras la apertura del Canal de Panamá en 1914 y el desbarajuste de la guerra en las comunicaciones marítimas, pero que mantuvo hasta la década de 1930, cuando ya la exportación salitre chileno no ofrecía ventajas económicas frente al proceso industrial de obtención de nitrógeno desde la atmósfera inventado por el químico Frizt Haber.  
En la «carrera del salitre» fue afamada la llamada Clase P o Flying P-Liner (todos los miembros de esa clase eran nombrados con palabras iniciadas con esa letra), de la empresa alemana F. Laeisz (FL) de Hamburgo. Esta serie de dos decenas de barcos alcanzó su apogeo con el Potosí (1895) y el Preussen (1902), ambos de cinco palos y casco de acero. En el caso del Preussen, el clipper se configuró como un estilizado buque de grandes dimensiones, que se empinaba a 147 metros de eslora y a las 8000 toneladas de desplazamiento. En 1904, el Potosí logró hacer la travesía entre Iquique y Londres en 57 días, un tiempo récord para esos años. Y aún después se siguieron construyendo clippers salitreros por encargo de la FL, pero acotando las dimensiones de los buques a cuatro palos.   
Para ejemplificar la persistencia de estos clíperes salitreros podemos nombrar el caso del Passat, que entre 1911 y 1932 hizo la «carrera del salitre». A partir de 1932 el transporte de salitre no dejaba ganancias, pero el buque siguió utilizando la tradicional «ruta de los clippers» circunnavegando el globo por los mares australes con ayuda de los vientos de los Rugientes Cuarentas, para participar de la «carrera del grano», basada en el transporte de trigo entre Australia e Inglaterra, en un destino que mantuvo hasta 1951. Y en ese período el Passat aún fue el más rápido de esa ruta en cuatro ocasiones («ganó la carrera»).   
Varios de estos últimos clippers fueron finalmente destinados en el siglo XX a sevir como buques escuelas. Es el caso del Priwall donado por el gobierno nazi en 1941 a Chile, donde sirvió brevemente como Lautaro. En 1946 el Padua fue incorporado en calidad de botín de guerra a la Armada Soviética, que lo destinó a buque escuela. El Passat entre 1951 y 1953 también fue sometido a trabajos con el fin de utilizarlo en el entrenamiento de marineros, pero la bancarrota del propietario no permitió cumplir ese destino.   

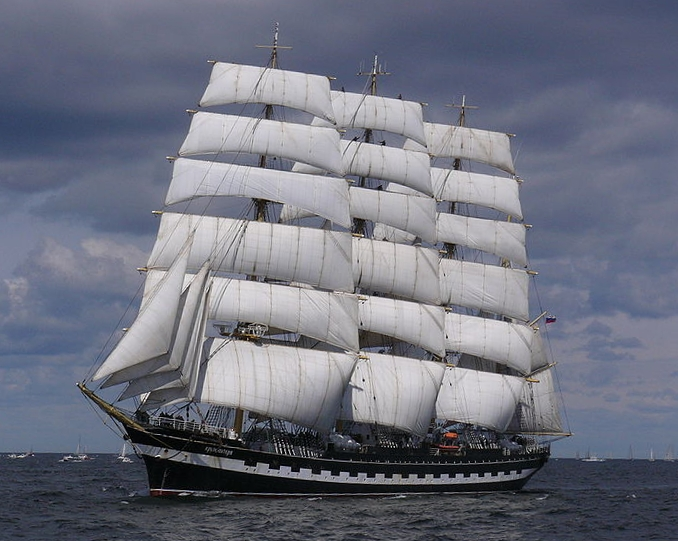
El Kruzenstern de la Armada de Rusia, ex Padua, fue construido en 1926 como parte de la última generación de clíperes salitreros. De hecho, cuando fue lanzado alcanzó a realizar travesía transportando salitre desde Atacama a Europa.

Se conservan hasta hoy diversos clíperes salitreros de la clase P:
- Pommern (1903) es un barco museo en Mariehamn, Finlandia.
- Peking (1911) fue un barco museo en Nueva York (South Street Seaport) entre 1975 y 2015. En 2017 un buque lo trasladó en seco hasta Hamburgo, donde actualmente se puede visitar en el Río Elba.
- Passat (1911) se conserva en Lübeck, Alemania.
- Padua (1926) es el único de los viejos clíper salitreros que se mantiene activo, como buque escuela velero, bajo el nombre de Kruzenshtern y la bandera de la Armada Rusa.

Otro caso de clíper conservado (o más bien restaurado) es el Cutty Sark, construido en 1870, que se mantuvo en servicio comercial hasta 1922 y sobrevivió como museo. El 20 de mayo de 2007 fue severamente dañado en un incendio, pero tras ese percance el Cutty Sark fue restaurado. Otros famosos barcos de este tipo fueron el Thermopylae y el The Tweed. Un clíper de tipo americano que todavía se mantiene a flote como museo es la Fragata Presidente Sarmiento, amarrada en Puerto Madero, corazón de la capital argentina.